# Jandir Bugs
Jandir Bugs, mais conhecido como Jandir (Tenente Portela, 9 de janeiro de 1961), é um ex-futebolista brasileiro.

## Carreira
Volante, começou nos juniores do Internacional, mas estreou como profissional pelo Fluminense em 1982, onde viria a conquistar o Campeonato Brasileiro de 1984 e o tricampeonato carioca de 1983, 1984 e 1985.
No final de 1987, quase foi para o Botafogo, que pagaria 35 milhões de cruzados por seu passe. O Fluminense iria usar o dinheiro para contratar três jogadores do Bangu: Mauro Galvão, Marinho e Paulinho Criciúma. Quando o Botafogo soube dos planos do rival, desistiu de ir atrás de Jandir e trouxe os três jogadores pretendidos pelo Flu.
De qualquer maneira, Jandir não ficaria muito mais tempo no Rio de Janeiro, sendo comprado pelo Grêmio no início de 1989, onde conquistou a Copa do Brasil em 1989 e o bicampeonato gaúcho em 1989 e 1990, além da Supercopa do Brasil de 1990.
No início da temporada de 1993, deixou o Grêmio e foi para o maior rival deste, o Internacional, fazer a dupla de cabeça-de-área com Élson, mas perdeu a posição quando o técnico Paulo Roberto Falcão assumiu o time e deixou o clube.
Teve ainda um breve retorno ao Fluminense em 1994. Ao todo, Jandir disputou 321 jogos pelo Fluminense, com 157 vitórias, 102 empates e 62 derrotas, tendo marcado doze gols.
Defendeu a Seleção Brasileira em cinco amistosos, entre 1984 e 1985.

## Principais títulos
Fluminense
- Campeonato Carioca: 1983, 1984 e 1985
- Campeonato Brasileiro: 1984
- Taça Guanabara: 1983 e 1985
- Torneio de Seul: 1984
- Torneio de Paris: 1987
- Copa Kirin: 1987
- Trofeo de La Amistad: 1984 (Club Cerro Porteño versus Fluminense)
- Taça Amizade dos Campeões: 1985 (Petro Atlético versus Fluminense)
- Taça Independência (Taguatinga versus Fluminense): 1982
- Troféu ACB 75 anos (Fluminense versus Bangu): 1982
- Taça Associação dos Cronistas Esportivos: 1983
- Taça O GLOBO (Flu versus Corinthians): 1983
- Troféu Gov. Geraldo Bulhões: 1984
- Taça Francisco Horta (Flu versus Santo  André): 1984
- Troféu Prefeito Celso Damaso: 1985
- Taça Sollar Tintas (Fluminense versus America): 1985
- Taça 16 anos da TV Cultura (Avaí versus Fluminense): 1986
- Troféu Governo Miguel Abraão: 1987
- Troféu Lions Club (Fluminense versus Vasco): 1987

Grêmio
- Copa do Brasil: 1989
- Supercopa do Brasil: 1990
- Campeonato Gaúcho: 1989 e 1990